# Японска шишаркова риба
Японските шишаркови риби (Monocentris japonica) са вид актиноптери от семейство Monocentridae.
Те са незастрашен вид.
Таксонът е описан за пръв път от Мартен Хаутойн през 1782 година.